# Vidrado

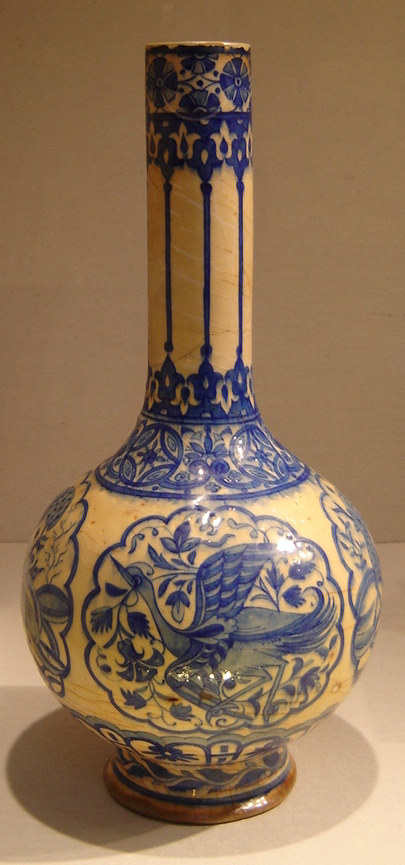
Garrafa com revestimento vidrado, datada do século XVI e proveniente do Irão. Museu Metropolitano de Arte

Vidrado ou Vidrado cerâmico é uma camada ou revestimento numa substância vítrea, aquecida de modo a fundir-se com um objecto cerâmico com finalidade decorativa, de melhoria das propriedades mecânicas ou impermeabilização.

## Aplicações
O vidrado é funcionalmente importante para recipientes em louça, que de outra forma não seriam apropriados para a armazenagem de líquidos devido à  porosidade do material. O vidrado é também usado em grés e porcelana com objetivos funcionais e decorativos. Para além dos aspe(c)tos funcionais, as formas decorativas abrangem uma variedade de acabamentos de superfície, incluindo um grande leque de variações em termos de brilho, tonalidade e cor final. Os vidrados podem também salientar desenhos e texturas subjacentes, que tanto podem ser a textura natural da argila ou desenhos pintados, gravados ou cinzelados.

## Composição
Os vidrados cerâmicos geralmente contêm sílica na formação do vidro, combinada com uma mistura de óxidos de metal como sódio, potássio e cálcio, que agem como fundente e permitem ao vidrado fundir-se a uma designada temperatura; assim como alumina com a função de endurecer o vidrado e evitar que escorra da peça; corantes como óxido de ferro, carbonato de cobre; e por vezes opacificantes como óxido de estanho ou oxido de zircónio.

## Processo

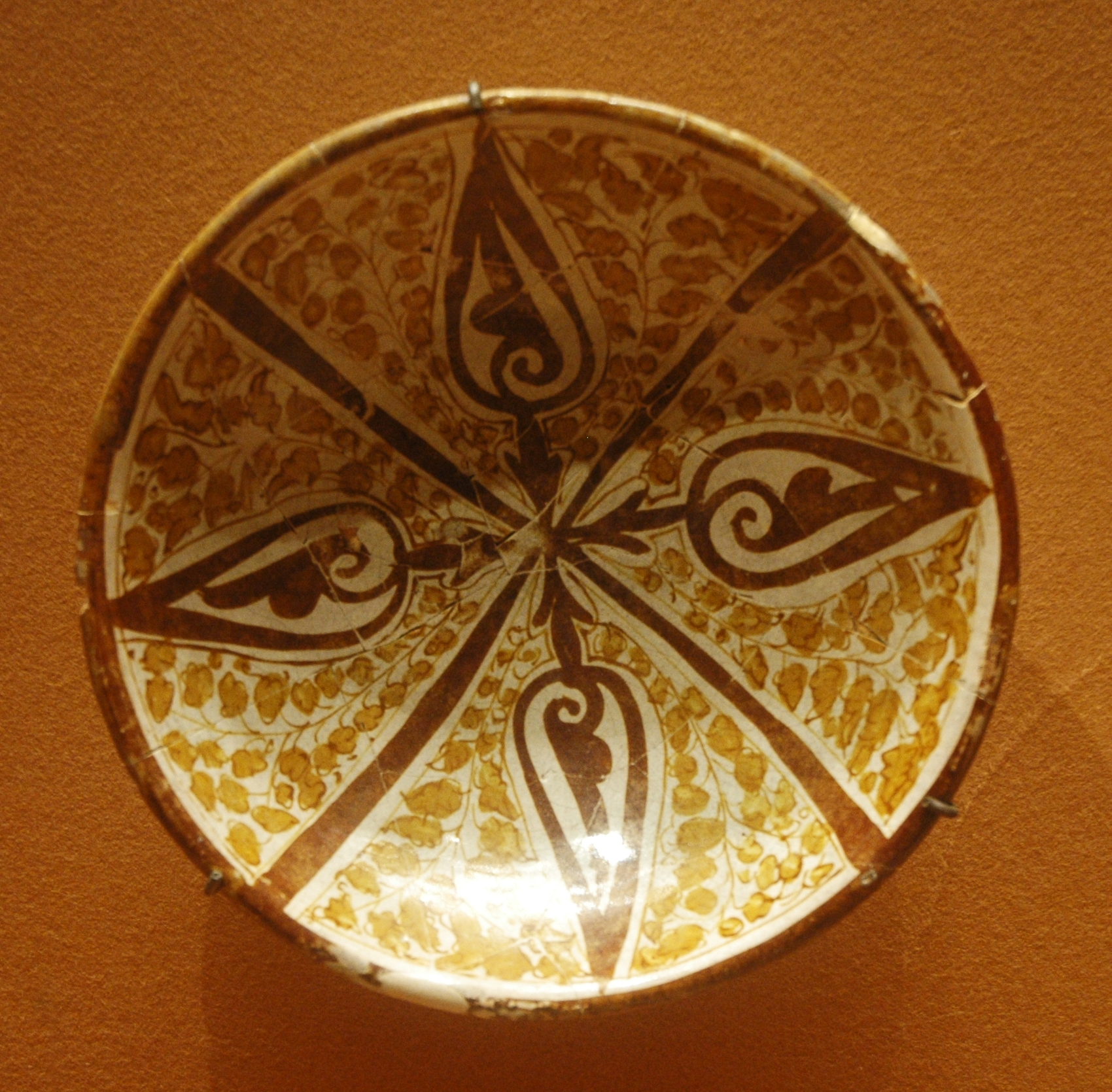
Taça em sobre-vidrado, século IX, Iraque

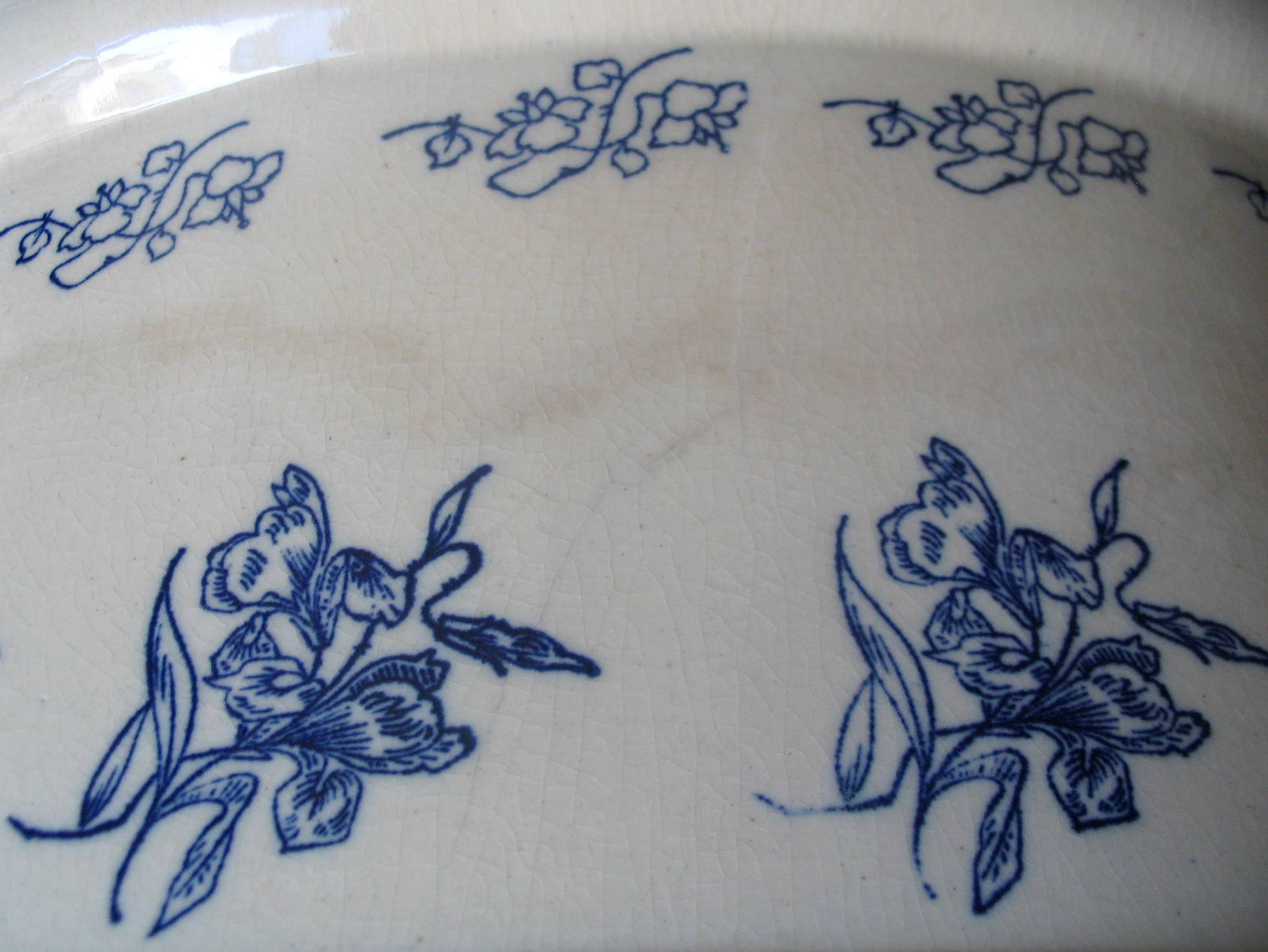
Desenhos em cobalto azul

O vidrado pode ser aplicado através da pulverização a seco da mistura sobre a superfície do suporte cerâmico, ou inserindo sal ou sódio no forno a alta temperatura de modo a criar uma atmosfera de vapor de sódio que interage com os óxidos de alumínio no suporte e precipita a formação de vidro. Os vidrados líquidos — suspensão de vários minerais pulverizados e óxidos metálicos — pode ser aplicado através da imersão direta das peças na suspensão, espalhando o vidrado pela peça; ou através da pulverização com aerógrafo ou ferramenta similar.
Para evitar que o suporte cerâmico ao qual foi adicionado vidrado se cole ao forno durante o aquecimento, uma pequena parte do item é deixada sem vidrado, ou são usados tripés refractários como suporte, que são removidos e eliminados depois do processo. Por vezes, podem ser observadas pequenas marcas dos tripés no produto final.

### Baixo-vidrado
A decoração aplicada sob o vidrado é designada por baixo vidrado. O baixo vidrado é aplicado diretamente na superfície cerâmica, e pode ser queimado a cru, greenware ou biscoito queimado (queima inicial de alguns artigos antes do vidrado ser aplicado e queimados novamente). O vidrado líquido, normalmente transparente, é aplicado sobre a decoração. O pigmento funde-se com o vidrado, e aparenta estar sob uma camada de vidrado transparente. Entre os exemplos do uso de baixo-vidrado ao longo da história destacam-se as porcelanas "azuis e brancas" produzidas em Spode, Delfware, China, e a porcelana de Imari no Japão. A tonalidade forte de azul é conseguida com o uso de cobalto como corante, quer na forma de óxido ou carbonato, ainda hoje amplamente usados.

### Sobre-vidrado
A decoração ou pintura aplicada por cima da camada de vidrado é designada por sobre-vidrado. Os vários métodos incluem a aplicação de uma ou mais camadas ou revestimento de vidrado numa peça de cerâmica, ou a aplicação de uma substância não-vidrada como esmalte ou metais (folha de ouro, por exemplo) sobre o vidrado.
As cores no sobre-vidrado são obtidas a partir de vidrados de baixa temperatura. O suporte é pré-quecido, aplicado o sobre-vidrado, e o conjunto é novamente aquecido. Uma vez queimado e retirado do forno, a textura torna-se polida pela acção do vidrado.

## História
Durante o Período Kofun do Japão, a cerâmica era decorada com vidrados à base de cinzas resultantes da queima de madeira, que lhe conferia uma tonalidade esverdeada. Entre 552 e 794, foram introduzidos diferentes vidrados coloridos. Durante a dinastia Tang foram amplamente usadas três cores, desaparecendo gradualmente e nunca tendo sido conhecida a composição exacta do vidrado. Contudo, o vidrado à base de cinza natural foi de uso comum por todo o país.
Desde meados do século VIII, o uso de vidrado cerâmico tem sido predominante na arte islâmica e na cerâmica islâmica, e trabalhado de forma erudita e complexa. O vidrado opaco à base de estanho está entre as primeiras tecnologias desenvolvidas no mundo islâmico, sendo os exemplares mais antigos os encontrados em Baçorá, datados do século VIII e em tons de azul. Outro contributo significativo foi o desenvolvimento do grés no que é hoje o Iraque durante o século IX. De entre os vários pólos de inovação cerâmica no mundo islâmico destacam-se Fostate entre 975 e 1075, Damasco entre os séculos XII e XVII e Tabriz entre 1470 e 1550. No século XIII, motivos vegetalistas eram representados em tons de vermelho, azul, verde, amarelo e preto. Os sobre-vidrados tornaram-se populares devido ao aspecto polido que conferiam à cerâmica.